# Magyar Vitézségi Érem

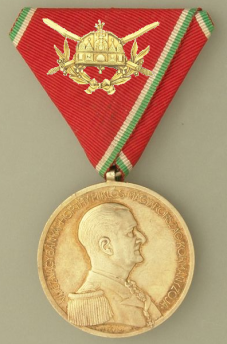
Magyar Tiszti Arany Vitézségi Érem

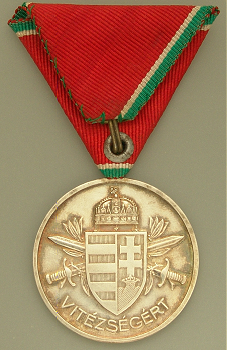
hátulnézete

A Magyar Vitézségi Érem (németül Tapferkeitsmedaille), a magyar katonai hagyományok letéteménye. 1939-ben alapította Horthy Miklós kormányzó. A kitüntetést a második világháborúban részt vevő magyar (kivételes esetekben szövetséges német) tiszteknek és katonáknak adományozhatták, kiemelkedő bátorságról, kezdeményezőkészségről és áldozatvállalásról tanúskodó haditettük elismeréseképpen.

## Az elismerés története
II. József császár 1789 július 19-én rendeletben határozta meg, hogy az őrmestereknek és a legénységnek az ellenség előtt tanúsított vitézi tetteit nyilvános becsületjelvénnyel jutalmazzák. E célból arany és ezüst vitézségi érmet alapított. A kerek nemesfém érem a mindenkori uralkodó arcképét viselte. Hátlapján a „Fortitudini” felirattal készült, és piros-fehér hadiszalagon volt viselhető. 1848-ban I. (V.) Ferdinánd császár és király a „kisezüst”, 1915-ben pedig Ferenc József császár és király a bronz vitézségi éremmel gyarapította a sorozatot. I. (IV.) Károly császár és király 1917-ben elrendelte, hogy az arany és a „nagyezüst” érmet tisztek is elnyerhessék. Az első világháború során az Arany Tiszti Vitézségi Érmet 189 tiszt nyerte el, közülük 100 magyar.
1939-ben a legénységi állományúak részére négy fokozattal alapította a vitéz nagybányai Horthy Miklós kormányzó a Magyar Vitézségi Érmet, majd 1942-ben Magyar Tiszti Arany Vitézségi Érmet alapítottak a tiszti állomány részére is.

## Adományozása
Széles körben adományozták a kitüntetést és sokan megkaphatták különböző fokozatait. Legénységi és tiszthelyettesi állomány részére adható volt bronz, kisezüst és nagyezüst változatban vitézségi érem, azonban, mind a Magyar Arany Vitézségi Érem és mind a Magyar Tiszti Arany Vitézségi Érmet a legkiválóbb és hősiességüket bizonyító magyar honvédtisztek és legénységi állományú katonák érdemelték ki. A kiadományozás célja szerint azoknak adományozták, akik az ellenség előtt tanúsított személyes vitézségükkel vagy hősi önfeláldozásukkal értékes szolgálatot teljesítettek. Viselési szabálya alapján a Magyar Tiszti Arany Vitézségi érem és a Magyar Arany Vitézségi Érem az első helyen viselendő, megelőzve a többi katonai elismerést. A Vitézi Rendbe történő felvételhez minimum a bronz vitézségi éremmel, lehetett kérelmet benyújtani.

### 1939-45 között Magyar Arany Vitézségi Éremmel kitüntetett legénységi állományú honvédek
Az első kitüntetettje a Magyar Arany Vitézségi Éremnek Szarka István karpaszományos őrmester. Amikor Munkácsot cseh támadás érte Oroszvég felől 1939. január 6-án, csak kis létszámú magyar határőrs volt ott. Szarka a túlerő ellenére házról házra nyomult előre és tüzelésével megzavarta a támadókat. A fatelepnél lévő cseh golyószórót kézigránáttal megsemmisítette, de ekkor halálos lövés érte.
A második világháború magyar kitüntetettjei a legénységi és tiszthelyettesi állományból:
| - 1. Szarka István őrmester 1939. Munkács, - 2. Rozs József honvéd 1939. Munkács, - 3. Póti Károly szakaszvezető 1939. Szászfalu, - 4. vitéz Szabadi Béla őrmester 1939. Kiskolon, - 5. vitéz Enczi Mihály szakaszvezető 1939. Nagyszőlős - 6. Tóth Lajos őrvezető 1939. Huszt - 7. vitéz Szobránci (Szoják) Sándor őrmester 1939. Kárpátalja - 8. Hrdlicska István honvéd 1941. Délvidék - 9. Tóth János szakaszvezető 1941. Délvidék - 10. Krisán Gábor tizedes 1941. augusztus 13. Bug mellett - 11. vitéz Pataki (Pilipár) Dezső őrmester 1941. Kandilina - 12. Honti István őrmester 1941. szeptember 6. Dnyeper - 13. Madarasi Gábor hp. őrmester 1941. szeptember Dnyeper - 14. T. Szűcs Sándor szakaszvezető 1941. szeptember Dnyeper - 15. Seres László tizedes 1941 szeptember 22. Orjol - 16. Rákosi Lajos szakaszvezető 1942. március Chwoschtschewka - 17. Sasvári József tizedes 1942. március 18. Bol.Gomljscha - 18. Babics Kálmán szakaszvezető 1942. február 28. Veszeloje - 19. vitéz Gátmezei József őrmester 1942. augusztus 7. Uriw - 20. Dalos Ferenc honvéd 1942. augusztus 7. Uriv | - 21. Burbucs Pál szakaszvezető 1942. augusztus Don (Sztupio) - 22. Nyékhegyi Géza főtörzsőrmester 1942. augusztus 11. Sztarij Oszkol - 23. Kalocsai József őrmester 1942. augusztus 8-13. Kolbino - 24. Fehér Ernő őrvezető 1942. augusztus 6. Don - 25. Hegedűs Sándor honvéd 1942. augusztus Don - 26. Behányi József szakaszvezető 1942. augusztus 9. Korotojak - 27. Hárshegyi Antal tizedes 1942. augusztus 13. Korotojak - 28. Tapody Lajos főtörzsőrmester 1943. január 14. Sztoroszevoje - 29. Koltai Mihály őrmester 1943. január 12-15 Boldirjovka-Kurszkaja - 30. Delacasse Gábor őrmester 1943. január 8. Goncsarovka - 31. Lakatos Sándor tizedes 1944. április 12. Vlagyimir Volinyszk - 32. Bakondy Imre törzsőrmester 1944. október 8. Szentes - 33. Lavrencsik István honvéd 1944. július Nadvorna - 34. Mészáros Géza törzsőrmester 100. légi bevetés - 35. Kádas Géza szakaszvezető 1944. május 6-16. Hlubok - 36. Szabó Ferenc honvéd 1944. szeptember 19. - 37. Újvári Mihály törzsőrmester 1944. augusztus 3-11 Tatár-hágó, Kuliczyn - 38. Drezsik Gyula őrmester 1944. október 19.. Turka - 39. Trombitás Sándor szakaszvezető 1944. október 19–23. - 40. Erőss János csendőr őrmester 1945. február |  |

- 41. Tóth Sándor szakaszvezető 1943. március 31.

Változatai képeken:
| bronz | kisezüst | nagyezüst | arany | tiszti arany |
| ----- | -------- | --------- | ----- | ------------ |
|       |          |           |       |              |
|       |          |           |       |              |

### A Magyar Tiszti Arany Vitézségi Éremmel kitüntetettek
Az 1942-ben alapított tiszti állományú vitézségi érmet összesen 22 magyar és 3 német katonának adományozták. A magyar tiszti állomány kitüntetettjei az alábbiak:
| - 1. Massányi Tibor százados 1942. szeptember. - 2. vitéz Merész László dr. zászlós 1942. augusztus 6. Umany - 3. vitéz Horváth Sándor hadnagy 1942. december Don - 4. vitéz Duska László százados 1943. január 20. Osztrogoszk - 5. vitéz barankai Barankay József százados 1944. Galícia - 6. vitéz nemes Molnár László hadnagy 1944. augusztus 7. 27. légi győzelemért - 7. Bozsóki János zászlós 1944. szeptember 22. Torda - 8. Spirák László őrnagy 1944. május 16-17 Hlubok - 9. Ágner Gyula főhadnagy 1944. április 27. Perecseny - 10. vitéz Székely Ákos vk. százados 1944. április-július Lukwai-hídfő - 11. alsókománai Álgya-Papp Zoltán vezérőrnagy 1944. október 23–26. Munkács–Szolyva | - 12. Rechtzügel Árpád százados 1944. szeptember 16. Torda - 13. alsótorjai Vastagh György ezredes 1944. október 3. Szentes - 14. vitéz Debrődi György főhadnagy 1944. május 25. légi győzelemért - 15. Jónás Miklós zászlós 1943 január 20.- február 9. - 16. Lővei Dániel zászlós 1944. március 28. Niezwiska Obertyn - 17. Mező Ferenc zászlós 1944. október 3. Kászonjakabfalva - 18. Vértes Vilmos százados 1944. szeptember 5-15 Torda - 19. Tassonyi Edömér őrnagy 1944. október-november Soroksár - 20. Marjay Tamás hadnagy 1945. január Vértes - 21. Hans-Ulrich Rudel ezredes 1. német katona, aki megkapta. - 22. vitéz Szentgyörgyi Dezső zászlós 1945 március 25 légi győzelemért - 23. Pataki Imre százados |  |